# Bang Boom Bang - Ein todsicheres Ding
Bang Boom Bang - Ein todsicheres Ding è un film tedesco del 1997 diretto da Peter Thorwarth.